# Palintropa
Palintropa är ett släkte av fjärilar. Palintropa ingår i familjen stävmalar.
Kladogram enligt Catalogue of Life:
| Palintropa | \| \| Palintropa hippica \| \| \| \| \| \| Palintropa peregrina \| \| \| \| |
|            | \| \| Palintropa hippica \| \| \| \| \| \| Palintropa peregrina \| \| \| \| |
|            | Palintropa hippica                                                          |
|            |                                                                             |
|            | Palintropa peregrina                                                        |
|            |                                                                             |